# 血河演說

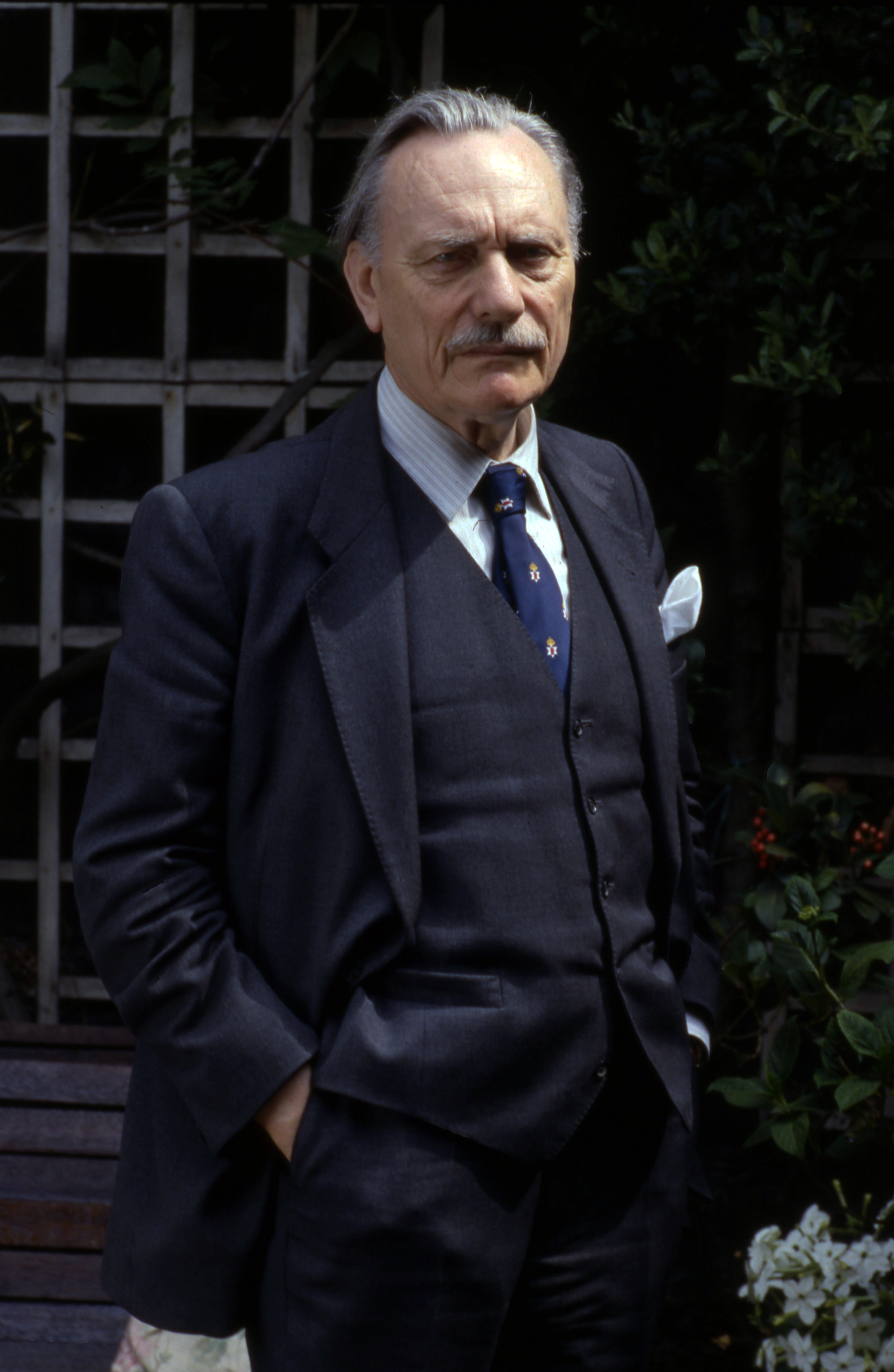
血河演說者埃諾奇·鮑威爾 (1912–1998)

「血河」演說（Rivers of Blood speech）是英國保守黨國會議員埃諾奇·鮑威爾於1968年4月20日發表的演說，內容是批評英聯邦移民政策和反歧視立法。雖然鮑威爾本人稱之為「伯明翰演說」，但普遍取其中引用埃涅阿斯紀的典故而稱之為「血河」演說。「血河」一詞並沒有出現在演說中，只是出自其中一句話「展望前方之際，我滿有預感；如同羅馬人一般，我似乎看到了『台伯河冒起了血的泡沫』」（"As I look ahead, I am filled with foreboding; like the Roman, I seem to see 'the River Tiber foaming with much blood.'"）。
這篇演說激起了重大的政治回響，使鮑威爾成為全國最常談論到的政治人物，而對他的評價則迥異，最終使他遭保守黨主席愛德華·希思開除出影子內閣。據多項分析，鮑威爾對種族的看法受大眾認同，是保守黨在1970年大選取得戲劇性大勝的主因，而鮑威爾則堅定反對大選後組成的希思政府。

## 背景
下午2時30分，保守黨政治中心會議在伯明翰新街米德蘭酒店（今伯靈頓酒店）舉行，鮑威爾在會議發表演說。工黨政府的《1968年種族關係動議》將於下週二進行二讀，而反對黨保守黨則提出了削弱其條款的修訂動議。該動議是《1965年種族關係法案》的後繼法律。
以伯明翰為基地的聯合電視（ATV）在週六早上預先取得了演辭，新聞編輯派出攝製隊到會議現場拍攝鮑威爾發表演說。鮑威爾早前曾對在伍爾弗漢普頓《Express & Star》任職記者的朋友克萊門特·瓊斯說：「我將會在週末發表演說，這演說會像火箭般『嘶嘶』上升；但是火箭都得跌在地上，這個卻要停留在上面。」

## 演說
鮑威爾憶述幾星期前，和西南伍爾弗漢普頓選區的一個中年勞動男子的對話。鮑威爾說那男子告訴他：「要是我有錢離開，我不會留在這個國家……我有三個小孩，全都唸過文法學校，兩個已經結婚，成家立室了。除非我看見他們全都定居海外，否則我仍不會滿足。」最後，那男子對鮑威爾說：「這個國家15或20年內，黑人將會執著白人的鞭子。」鮑威爾接著說：

這就是一個體面的普通英格蘭人，光天化日之下在我的城鎮對我──他的國會議員──說，這個國家不再值得他的孩子在這裏居住。我沒有辦法聳聳肩膀，就去想別的事情去。他所說的，千萬人民所說所想的是（也許不是整個英國的人民），英國正在進行千年來史無前例的巨變。

鮑威爾引述諾森伯蘭一名女士寄給他的信件，內容關於住在伍爾弗漢普頓的一條街道上住著一名老婦人。那街道的居民中，只有她是白人。她在第二次世界大戰中喪失丈夫和兩名兒子後，把家中的房間出租。當移民陸續搬進她所居住的街道，她的白人房客就遷出了。有一次，兩名黑人在早上7時敲她的家門，想要打電話給他們的僱主，她不會借出電話給一大清早就敲她家門的陌生人，所以拒絕了那兩名黑人，因此她遭受了言語侮辱。她曾向地方政府申請減免差餉，但市政官員叫她借出家中的房間。老婦人說來租房間的都是黑人，市政官員回答說：「這個國家到處都不會接受你的種族偏見。」信件接着說：

我們肯定是瘋狂了，真的是瘋狂了──這個國家允許每年50,000個依賴者遷進，這些人會造成移民後裔人口未來增長的大部份。這就像看著一個國家正忙着堆起自己的火葬柴堆。我們甚至瘋癲得允許未婚人士遷進，好讓他們跟從未見過的配偶和未婚配偶成家立室。

鮑威爾提倡以「慷慨的資助和援助」來實行自願重新遷出，並說曾經有移民問他這是否可行。他說英國公民在法律面前人人平等，但是

這不代表移民和後裔應該提升至特權或特殊階級，不代表公民在私事區別同胞和其他人的權利要被剝奪，也不代表他在作出合法的選擇時需要接受審問，查核他的理由和動機。

他評論道，那些促請政府通過反歧視法律的記者是「跟那些在1930年代期間年復年矇騙這個國家的人同出一氣，甚至出自同一份報章。那些人使國家看不見一股冒起的危機正在對抗他」。鮑威爾說這種法律會歧視原住民，就像「向火藥投下火柴」。他認為原住民的立場會是：

因為一些他們不能理解的原因，因為一個從未諮詢他們就作出的決定，他們在自己的國家變成了異鄉客。他們的妻子無法在醫院床位生子，孩子無法找到學位，居所和鄰居變得面目全非，為未來的打算和憧憬落空；工作時，他們的僱主對土生土長員工的紀律和才能有要求，卻不願以同等要求看待移民員工；隨時間過去，他們聽到越來越多聲音，說這個國家已經不再需要他們。除此之外，他們現在還得悉，國會法案將會通過單向特權；這道法律不能（也不會）保障他們，也不能為他們伸冤，反而使那些外來者、不滿的人和陷害教唆者有權去指責他們的私人行為。

鮑威爾說，雖然「好幾千名」移民想要融入社區，但大部分都沒有這個想法，有部份則在種族和宗教差異上有既得利益，「為了要得到實際主導，先是主導移民人口，然後是全國人口。」在演說的尾聲，鮑威爾引用《埃涅阿斯紀》中希貝爾有關「戰爭、可怕的戰爭，台伯河冒起血的泡沫」的預言。

展望前方之際，我滿有預感；如同羅馬人一般，我似乎看到了「台伯河冒起了血的泡沫」。我們帶着驚恐看到大西洋彼岸那悲慘而棘手的事情，但這跟美國的歷史和存在相互交織。因為我們自身的意欲和自身的疏忽，那事情正在朝我們走過來。不錯，它的確來臨了。以數字來說，這世紀完結之前很久，（人口）比例就會變成跟美國的一樣了。現在只有果敢決斷的行動才能避免它發生。我不知道，公眾是否有意願去要求和達成這行動。我只知道，光看不說話，就是最大的背叛。

## 回應
與會者C·霍華德·威爾頓說，「有趣的是，觀眾只傳出很輕微的不滿。就我記憶所及，只有一人表示了厭惡。」演說後一天，鮑威爾到地區教會進行主日崇拜，現身時有一大群記者簇擁着他，一名泥水匠（悉尼·米勒）對他說：「先生，做得好！這話早就該說了。」鮑威爾問在場的記者：「我真的引起了公憤嗎？」他中午去到BBC的《周末世界》（World This Weekend）節目，為自己的言論辯解，其後他又在獨立電視新聞（ITN）的新聞現身。
工黨議員愛德華·利德比特說他會把演說轉交到刑事檢控專員。自由黨黨魁傑瑞米·索普談及鮑威爾煽動罪的表面證供。安娜·蓋茨克稱該演說懦弱，板球員里利·康斯坦丁則譴責他。
「血河」演說觸怒了影子內閣裏的保守黨高層。伊安·麥克勞德、愛德華·波義耳、昆汀·霍格和羅伯特·卡都威脅說，除非辭退鮑威爾，否則他們都會辭職。瑪嘉烈·戴卓爾認為，雖然鮑威爾的演說中有一些難以處理的問題 ，但她認同他的整體訊息。當希思對她說要把鮑威爾辭退，她回答說：「我真的認為，讓事情淡化比加劇危機要好。」保守黨黨魁愛德華·希思在星期日傍晚致電鮑威爾，免去他影子國防大臣的職務──這是他們最後一次對話。希思在公眾說鮑威爾這篇演說「帶着種族主義的口吻，勢必加劇族群間的緊張關係。」保守黨內的右翼議員鄧肯·桑斯、傑拉德·納巴羅、泰迪·泰勒都反對辭退鮑威爾。4月22日星期一，希思出席電視節目《廣角鏡》，對主持羅賓·戴說：「我辭退了鮑威爾先生，因為我相信他的言論有煽動性，為要破壞族群關係。我決意竭盡所能，避免種族問題惡化成公民紛爭……我相信英國的大部份人都不會認同鮑威爾先生演說中的觀點。」
《泰晤士報》稱呼「血河」為「邪惡的演說」，指出「我們戰後歷史上首次，有一位莊嚴的英國政治家如此直接地鼓吹種族仇恨。」《泰晤士報》接着列舉出鮑威爾發表演說後發生的種族襲擊案。其中一宗襲擊4月30日在伍爾弗漢普頓發生，報章標題為「有色家庭遇襲」：14名白人青年以利器刺傷一個西印度群島人的洗禮慶祝會的參加者，高呼「鮑威爾」和「為甚麼不返回你的國家」。其中一名受傷的西印度群島人是洗禮兒童的祖父，左眼縫了八針，他說：「我1955年起就住在這裏，從來沒有這種事情發生。我崩潰了。」BBC節目《全景畫》在1968年12月進行的意見調查指出，有8%的移民相信，鮑威爾發表言論之後，他們受到白人的更大威脅，38%若有經濟支援的話返回原居地，47%支持移民管制，30%反對。
4月23日，《種族關係動議》在下議院進行二讀。很多國會議員引述和提及鮑威爾的「血河」演說。工黨議員保羅·路斯、莫里斯·奥巴克、雷金納·佩吉特、丁格爾·富特、艾弗·理查、大衞·艾納斯都批評鮑威爾。保守黨當中，昆汀·霍格和尼格爾·費沙作出批評，而曉格·費沙、朗奴·貝爾、達德利·史密斯、哈羅德·格登則表示認同。鮑威爾本人出席了辯論會，但沒有發言。
當天早前，1000名倫敦碼頭工人發起罷工抗議鮑威爾被解任，手持標語「不要趕走埃諾奇（Don't knock Enoch）」和「英國回來，不要黑色英國（Back Britain, not Black Britain）」，從東區遊行至西敏宮。其中300人進入西敏宮，100人游說史戴普尼代表議員，200人游說波普拉代表議員。他們對着二人大叫，波普拉代表議員甚至被踢。蓋茨克高呼：「下次選舉你們會有補救。」碼頭工人回應：「我們不會忘記。」罷工發起人代表工人會見鮑威爾，會後說：「我剛剛會見了埃諾奇·鮑威爾，真令我以身為英格蘭人自豪。他告訴我，如果這事情被掃到地毯下，他會拿起地毯，再多做一次。我們是勞動人民的代表。我們不是種族主義者。」4月24日，600名聖凱瑟琳碼頭工人投票通過罷工，全國有一些小型工場附和。600名士美非區的肉販罷工，遊行至西敏，向鮑威爾提交一份92頁支持他的聯署。鮑威爾勸他們不要罷工，而應該寫信給哈羅德·韋爾遜首相、希思或他們選區的國會議員。然而，罷工活動持續發生，4月25日遠至提爾布利港也聲援他。據說他收到了第30000封支持他的信件，但只有30封抗議他。4月27日，4500名碼頭工人罷工。4月28日，1500人遊行至唐寧街，高呼「拘捕埃諾奇·鮑威爾」。鮑威爾表示，直至5月初，他收到了43000封信件和700份電報支持他，800封信件和4份電報抗議。5月2日，檢察總長艾爾文·瓊斯宣布，諮詢刑事檢控專員的意見後，他不會檢控鮑威爾。雖然一部分白人看似支持鮑威爾的言論，但作家邁克·菲利浦斯多年後在《衛報》撰文，說它把針對黑種英國人（包括菲利浦斯在內）的敵意甚至暴力行為合理化。
蓋洛普在4月底進行了一次民意調查，發現74%同意鮑威爾演說內容，15%不同意。69%認為希思不應該解任鮑威爾，20%認同希思做得對。「血河」演說之前，只有1%支持鮑威爾接替希思擔任保守黨黨魁，支持雷金納·麥德寧的有20%；演說之後24%支持鮑威爾，18%支持麥德寧。演說之前有75%支持管制移民，演說之後有83%支持，65%支持反歧視立法。
鮑威爾在5月4日接受《伯明翰郵報》訪問，為自己的言論辯解，說：「我所理解的『種族主義者』是相信一個種族與生俱來就低下於另一個種族，以及作出和說出這種想法的人。所以，我是否種族主義者這個問題，答案是『不』──除非指是相反的種族主義者。我看印度的人民在很多方面──例如智力上，還有其他方面──都比歐洲人高一等。或許這是糾枉過正了。」
披頭四有三首歌關於鮑威爾的演說，分別是《Get Back》、未發表的《Commonwealth》和《Enoch Powell》。
2010年11月，喜劇演員桑吉夫·巴哈斯卡憶述「血河」在印度裔英國人留下的驚惶：「1960年代末，埃諾奇·鮑威爾對我們來說是個很可怕的人。他代表強迫離境車票，所以我們經常準備已經執拾了的行李箱。我父母深信我們可能需要離開。」

## 演說中老婦的身份
鮑威爾發表演說後，很多人嘗試找出他所描述的受非白人居民滋擾的老婦人。雖然集合選舉花名冊和其他資料，但伍爾弗漢普頓報章《Express & Star》編輯克萊門特·瓊斯（鮑威爾的好友，但因爭議而絕交）和記者都無法找出那名老婦人。
鮑威爾去世後不久，伍爾弗漢普頓的肯尼斯·諾克律師在1998年4月致函《Express & Star》，聲稱他的公司接受過該名老婦委託，但他因客戶保密責任而不能說出她的名字。2007年1月，BBC第四台節目《Document》和《Daily Mail》都聲稱發現了她的身份。他們指出她的名字是德路西拉·科特里爾（1907－1978），其丈夫為哈利·科特里爾，皇家炮兵團的軍需士官，在二次大戰中陣亡。她住在伍爾弗漢普頓的布萊特廣場，1960年代當地有很多移民家庭。為了增加收入，她向新移民出租房間，但不願租給来自西印度群島的人，當《1968年種族關係動議》禁止租屋種族歧視後，她就停止租出房間。她鎖起了空出的房間，只住在屋子內的兩個房間。據一些當地人回憶，很多街上小孩都把她當成笑柄，還會戲弄她。

## 右翼支持
在英國，尤其是在英格蘭，「埃諾奇（鮑威爾）是對的」是一個政治用語，右翼人士有時會引用，用以比較當代英國社會和鮑威爾在演說中的預測。這句話包含了對種族配額、移民和多元文化的批評。
在反共搖滾演唱會演出過的英國樂隊Brutal Attack，在1985年推出的專輯《Stronger Than Before》有一首歌「Rivers of Blood」。
2007年11月，尼格爾·哈斯提羅在《Express & Star》發表包括以下句子的文章後，辭任黑尔斯欧文和罗利里吉斯选区保守黨國會候選人：「前西南伍弗爾漢普頓國會議員埃諾奇（鮑威爾），因1968年『血河』演說警告無管制的移民會為英國帶來不可逆轉的改變，而被開除出保守黨前排和被政治邊緣化。他是對的———移民已經顯著改變了英國的面貌。」

## 外部連結
- （英文）Enoch Powell's 'Rivers of Blood' speech （页面存档备份，存于）
- （英文）BBC Radio 4 Document – 'The Woman Who Never Was?' （页面存档备份，存于）
- （英文）Fiona Barton, 'Widow in Enoch Powell's Rivers of Blood speech really did exist', The Daily Mail, 2 February 2007
- （英文）Radio Interview on Immigration （页面存档备份，存于） 鮑威爾在演說後不久接受訪問（錄音，3分31秒，RealPlayer格式）
- （英文）Press reaction from the Birmingham Post
- （英文）Rivers of Blood, The Real Source （页面存档备份，存于） BBC Radio 4